# Aberdeen (Indiana)
Aberdeen – jednostka osadnicza w Stanach Zjednoczonych, w stanie Indiana, w hrabstwie Porter.